# Grünreiher
Der Grünreiher (Butorides virescens) gehört zur Familie der Reiher aus der Ordnung Pelecaniformes. Er ist eng mit dem Mangrovereiher (Butorides striatus) aus dem tropischen Afrika und Asien verwandt und wird von einigen Wissenschaftlern als Unterart Butorides striatus virescens zu diesem gerechnet.

## Aussehen
Die Vögel werden 44 Zentimeter lang. Sie haben einen grünblauen Rücken und Flügel, der Hals ist braun mit einer weißen, senkrechten Linie an der Vorderseite. Auf dem Kopf tragen sie eine schwarze Kappe. Die Beine sind gelb. Jungvögel haben eine braungescheckte Tarnzeichnung.

## Verbreitung

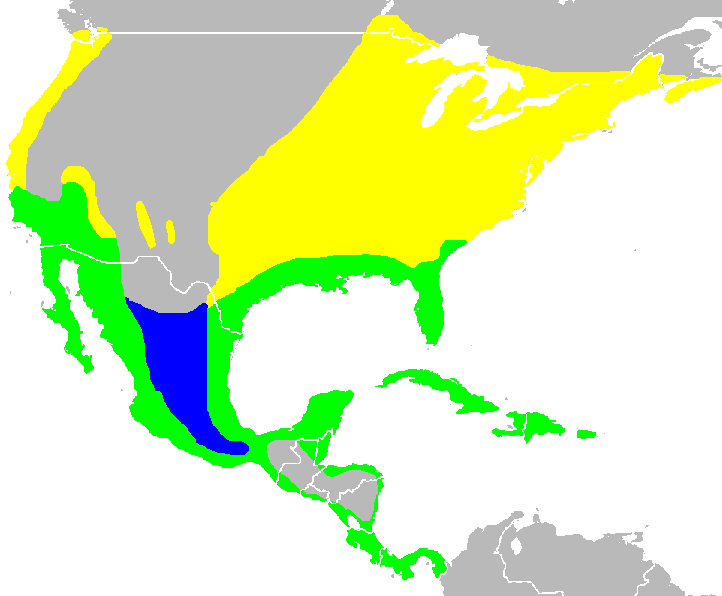
Brutvogel
Ganzjährig
Durchzug

Der Grünreiher lebt in Sümpfen in Mittelamerika und auf den Inseln der Karibik. Die Unterart Butorides virescens maculatus ist dort Standvogel, sie hat kürzere Flügel. Eine langflügelige Unterart Butorides virescens virescens lebt auch in den östlichen USA, im mittleren Westen und an der Pazifikküste der USA und Kanadas. Diese Unterart zieht im Winter in den Norden Südamerikas. Sie ist ein seltener Irrgast in Europa.

## Lebensweise
Der kleine Reiher ernährt sich von kleinen Fischen, Fröschen, Krebstieren und Insekten, denen er im flachen Wasser oder auf einem Ast am Ufer sitzend auflauert. Sie lassen manchmal Köder auf die Wasseroberfläche fallen, um Fische anzulocken. Ihr Ruf ist ein lautes und plötzliches kyow.
Er nistet auf Bäumen oder in Sträuchern, häufig nahe am Wasser. Es werden 3 bis 5 Eier gelegt. Beide Eltern brüten ungefähr 20 Tage und ziehen zusammen die Jungen auf, die nach 3 Wochen flügge werden.